# Myksy
Myksy (biał. Мыксы; ros. Мыксы) − wieś na Białorusi, w obwodzie grodzieńskim, w rejonie smorgońskim, w sie;sowiecie Zalesie.

## Historia
W czasach zaborów wieś włościańska, folwark i zaścianek okręgu wiejskim Myssa, w gminie Krewo, w powiecie oszmiańskim, w guberni wileńskiej Imperium Rosyjskiego. W 1866 roku wieś liczyła 8 dusz rewizyjnych, należała do dóbr skarbowych Krewo. W 1905 roku wieś liczyła 256 mieszkańców, 254 dziesięcin, folwark 82 mieszkańców, 173 dziesięcin, własność Bukatów, zaścianek 11 mieszkańców, 8 dzisięcin, własność Jakubinowiczów.
W latach 1921–1945 wieś leżała w Polsce, w województwie wileńskim, w powiecie oszmiańskim, w gminie Krewo.
W 1931 wieś w 13 domach zamieszkiwało 58 osób.
Wierni należeli do parafii rzymskokatolickiej i prawosławnej w Krewie. Miejscowość podlegała pod Sąd Grodzki w Smorgoniach i Okręgowy w Wilnie; właściwy urząd pocztowy mieścił się w Krewie.
Po II wojnie światowej w granicach Związku Sowieckiego. Od 1991 w niepodległej Białorusi.